# Oblężenie Gdańska (1308)
Oblężenie Gdańska (1308) – oblężenie polskiego miasta Gdańsk w 1308 roku przez siły brandenburskie, zakończone klęską agresorów.

## Wydarzenia na Pomorzu przed rokiem 1308

### Pierwsze najazdy brandenburskie i panowanie czeskie
W połowie XIII wieku, niemiecka Marchia Brandenburska zaczęła prowadzić intensywną ekspansję terytorialną kosztem Pomorza Zachodniego. Zdobywszy ziemie wokół Noteci, w tym grody Czarnków, Wieleń i Ujście, Brandenburczycy zwrócili się ku terenom Pomorza Gdańskiego, których opanowanie zapewniało dobry dostęp do Morza Bałtyckiego. Pierwszą próbę zrealizowania tych planów podjęli  w 1271 roku, zdobywając Gdańsk. Nie utrzymali go jednak długo, gdyż miasto zostało wkrótce odbite przez księcia gdańskiego Mściwoja II i jego sprzymierzeńca, Bolesława Pobożnego. W latach następnych zagrożenie ze strony Brandenburgii znacznie zmalało, dzięki zawiązaniu przyjaznych stosunków  Pomorza z Wielkopolską i zawarciu układu w Kępnie w 1282 roku, na mocy którego, po śmierci Mściwoja, Pomorze stało się własnością Przemysła II. Po krótkim panowaniu Władysława Łokietka, w 1300 roku dostało się w ręce króla czeskiego Wacława II, koronowanego wkrótce później na króla Polski.
Jednym z najpotężniejszych rodów na obszarze Pomorza Gdańskiego była wywodząca się ze Słupska rodzina Święców, której główny przedstawiciel – Święca – sprawował na tych ziemiach funkcję starosty i wojewody, mianowany na te stanowiska jeszcze za czasów Łokietka. Po objęciu tronu przez Wacława II, Święcowie zachowali dawne urzędy. Część ziem pomorskich należała już wtedy do zakonu krzyżackiego – były to głównie tereny na lewym brzegu Wisły, między innymi Gniew.

### Pomoc krzyżacka w walce z książętami rugijskimi
Najazdy na Pomorze Gdańskie wzmogły się na początku XIV wieku. W 1301 roku na wybrzeżu wylądowali książęta rugijscy, uważający się za spadkobierców Mściwoja II. Ich siły, dowodzone przez Sambora, syna księcia Wisława II, opanowały w krótkim czasie Słupsk i Białogardę, a następnie skierowały się przeciwko Gdańskowi. Król Wacław II nie mógł udzielić miastu wsparcia, będąc zaangażowanym w sprawy na Węgrzech. Dlatego zwrócił się o pomoc do zakonu krzyżackiego.
Wojska krzyżackie zjawiły się pod Gdańskiem już w maju tego samego roku i, połączywszy siły ze Święcami, rozpoczęły wojnę z Rugijczykami. Działania zbrojne trwały aż do pierwszej połowy 1302 roku i zakończyły się wiosną, gdy najeźdźców wyparto z zajętych przez nich ziem. Krzyżacy natychmiast obsadzili Gdańsk własnymi wojskami, ale musieli się wycofać pod naciskiem rycerstwa pomorskiego pod przewodnictwem rodu Święców. Wacław II nagrodził zakon za okazaną Polsce pomoc, przez nadanie Krzyżakom kolejnych terenów na lewym brzegu Wisły, na południe i zachód od Gniewu. Przyczyniło się to do umocnienia pozycji zakonu na Pomorzu i zachęciło go do kontynuowania dalszej ekspansji terytorialnej.

### Rządy Władysława Łokietka na Pomorzu i konflikt z Brandenburgią
W 1305 roku syn i następca króla Wacława II, Wacław III, obiecał Pomorze margrabiom brandenburskim w zamian za Miśnię, którą planował włączyć do Czech. W związku z tym Piotr z Nowego, syn Święcy, przyjął tytuł starosty wschodniego. Posunięcie to było równoznaczne z wyrażeniem zgody na przejęcie w tej dzielnicy rządów przez Brandenburgię. Jednak w dniu 4 sierpnia 1306 roku, Wacław III został zamordowany, co położyło kres panowaniu królów czeskich w Polsce. Z końcem roku Pomorze Gdańskie ponownie znalazło się pod rządami Władysława Łokietka, który nie dopuścił do zajęcia tych terenów przez Brandenburczyków.  Margrabiowie brandenburscy postanowili więc zdobyć je siłą. Jeszcze w tym samym roku opanowali z pomocą biskupa kamieńskiego Henryka von Wacholz ziemię sławieńską, a następnie zaczęli zagrażać ziemi słupskiej, należącej do rodu Święców. Piotr z Nowego podjął się obrony tych terenów, przejmując w tym celu dochody z biskupstwa włocławskiego. Czyn ten doprowadził do konfliktu z tamtejszym biskupem, Gerwardem, który wystąpił ze skargą do księcia. 17 grudnia w Gdańsku przeprowadzono sąd rozjemczy, na którym postanowiono, że Piotr z Nowego tymczasowo będzie musiał zwrócić zasądzoną kwotę w trzech ratach w 1307 roku, ale później zostanie mu ona zwrócona przez Władysława Łokietka w zamian za obronę książęcego terytorium. Lecz kiedy nadszedł czas, by spłacić pierwszą ratę, okazało się, że książę Władysław jest niewypłacalny. Piotr z Nowego, który nie posiadał wymaganej sumy, zwrócił się do biskupa Gerwarda z prośbą o odroczenie terminu spłaty, jednak negocjacje nie przyniosły żadnego rezultatu. W tej sytuacji, Święcowie nie mieli innego wyboru, jak stanąć po stronie margrabiów Brandenburgii.
Brandenburczycy przygotowywali wyprawę w celu zdobycie Pomorza Gdańskiego i poszukiwali stronników. Wsparcie uzyskali od stronnictwa opozycyjnego wobec rządów Łokietka w Polsce, do którego przyłączyli się właśnie Święcowie, a także niemieccy mieszczanie z Gdańska. Przywódcą tej opozycji został Piotr z Nowego. 17 lipca wziął on udział w spotkaniu z biskupem kamieńskim Henrykiem von Wacholz i margrabiami brandenburskimi we wsi Lędowo. Podjęte postanowienia obejmowały poddanie się rodziny Święców Brandenburgii, w zamian za co mieli oni otrzymać liczne lenna i stanowiska na ziemiach pomorskich. Margrabiowie nie mogli od razu wyruszyć na Pomorze Gdańskie, gdyż jeszcze latem i jesienią byli zaangażowani w sprawy czeskie, a potem zajęci byli wojną na północnym zachodzie swego państwa. Władysław Łokietek dowiedział się o układzie Brandenburgii ze Święcami. Powołał pod broń rycerstwo kujawskie i małopolskie i w grudniu wkroczył na ziemie pomorskie, gdzie uzyskał wsparcie tej części miejscowego rycerstwa, która była przeciwna rządom brandenburskim. Książę pojmał Piotra z Nowego i odstawił go do Brześcia, jednocześnie pozbawiając Święców wszystkich zajmowanych stanowisk. Konsekwencją tych działań był podział terenów zarządzanych dotychczas przez Piotra na dwie części; ziemię słupską opanowali Brandenburczycy, a pozostały obszar podzielono na namiestnictwo gdańskie, które objął sędzia pomorski Bogusza, oraz namiestnictwo tczewskie, które Łokietek przekazał księciu inowrocławskiemu Przemysłowi.

## Najazd Brandenburgii i oblężenie Gdańska

### Ofensywa brandenburska na Pomorzu
Działania Łokietka opóźniły ofensywę brandenburską, ale nie zdołały jej zapobiec. Na początku sierpnia 1308 roku, margrabiowie Brandenburgii, Otto IV ze Strzałą i Waldemar Wielki, zbrojnie najechali Pomorze Gdańskie, wezwani przez pozostałych na wolności członków rodu Święców. Ich główne siły składały się przede wszystkim z rycerstwa Nowej Marchii, reprezentowanego przez ród Wedlów, oraz z sojuszniczych wojsk rodu Święców. Brandenburczycy otrzymali też wsparcie od Henryka von Wacholz i biskupa lubuskiego Fryderyka. 10 sierpnia najeźdźcy przekroczyli polską granicę podążając do Gorzowa Wielkopolskiego. Stamtąd ruszyli szlakiem handlowym, wiodącym z Berlina do Torunia, przechodząc przez okolice Wałcza, na Chojnice i Człuchów, gdzie skręcili na trakt biegnący do Gdańska. Doszli do Kościerzyny, łupiąc ją wraz z okolicznymi wioskami. Następnie zatrzymali się we wsi Gołubie, gdzie po przebyciu 300 km  zrobili dłuższy postój, by pozwolić wypocząć swoim  oddziałom. Miejsce to zostało też z góry wybrane jako punkt, w którym wojska brandenburskie mają połączyć się z siłami Święców, nadciągającymi ze Słupska. Od 23 sierpnia, pojedyncze oddziały zaczęły wyruszać w stronę Gdańska i Tczewa. Wysłano też silny podjazd, który zdobył i spalił gród w Chmielnie, zagrażający liniom komunikacyjnym armii. Po połączeniu ze Święcami pełne siły dowodzone przez margrabiów Brandenburgii liczyły co najmniej 300 rycerzy i ok. 300 towarzyszących im wojowników niższych rangą.
Armia ta wyruszyła  przez Ostrzyce, Goręczyno, Somonino, Kiełpino, Mezowo i Żukowo, łupiąc po drodze okoliczne wioski i nigdzie nie napotykając większego oporu. Na przełomie września Brandenburczycy stanęli pod Gdańskiem.

### I faza oblężenia – opanowanie miasta przez Brandenburgię
Głównym dowódcą obrońców grodu był namiestnik i sędzia pomorski, Bogusza z rodu Leszczyców. Pomagało mu też kilku innych, pomniejszych dostojników. Byli to: kasztelan gdański Wojciech, wywodzący się z miejscowego rycerstwa, i sędzia grodzki kasztelan Wojsław, kasztelan tczewski Jakub, a także stolnik gdański Szczepan. Prócz rycerzy pomorskich, garnizon tworzyło także wielu przedstawicieli rycerstwa wielkopolskiego i sandomierskiego, służących nie z  obowiązków feudalnych, ale za żołd. Przygotowując obronę Gdańska, Bogusza wysłał do Łokietka gońców z prośbą o pomoc, ale otrzymał tylko informację o zaangażowaniu wojsk książęcych w Małopolsce oraz polecenie strzeżenia miasta „bacznie i wiernie”.
Wojska najeźdźców niezwłocznie przystąpiły do szturmu. Oddziały brandenburskie szybko opanowały całe miasto, uzyskując pomoc od dosyć licznej grupy mieszczan niemieckich. Następnie Brandenburczycy przystąpili do oblężenia grodu gdańskiego, umiejscowionego na sztucznie uformowanej wyspie, na lewym brzegu Motławy. Składał się on z siedziby feudała, połączonej z głównymi umocnieniami, oraz podgrodzia, będącego dzielnicą rybacko-rzemieślniczą. Zamieszkiwało go około 2200–2500 osób. Liczbę obrońców szacuje się na 500 ludzi. Całość otoczono wałami drewniano-ziemnymi, które wzmocniono następnie kamieniami. Margrabiowie podzielili swoje siły. Waldemar powrócił do Nowej Marchii, natomiast w Gdańsku pozostał Otto ze Strzałą, aby prowadzić oblężenie. Ataki na gród przeprowadzano zazwyczaj od strony bramy, ale czasami atakowano także od strony rzeki, podpływając do wałów na łodziach.
Niedługo później Otto ze Strzałą postanowił także powrócić do Brandenburgii. Przyczyny tej nagłej decyzji nie są znane, podejrzewa się jednak, iż margrabia został ranny w czasie walk, gdyż wkrótce po powrocie do Nowej Marchii 21 września, Otto IV zmarł. Nawet po jego odejściu, napór wojsk brandenburskich na oblężony gród  nie zmalał. Obrońcy utrzymywali kontakt z dominikanami, których klasztor znajdował się w pobliżu murów. Lokalny przeor poinformował ich, że nie istnieją żadne szanse na pomoc ze strony Władysława Łokietka, aktualnie przygotowującego zbrojną wyprawę na Ruś Halicką. Dominikanie zaproponowali obrońcom skorzystanie z pomocy zakonu krzyżackiego, jak to się stało w latach 1301–1302. Była to jedyna nadzieja oblężonego grodu. Rozumiejąc swoje ciężkie położenie, Bogusza potajemnie wymknął się z grodu wraz z rycerzem Niemierzą i kilkoma innymi towarzyszami. Popłynął do Elbląga, należącego do Krzyżaków i rozpoczął negocjacje z mistrzem krajowym zakonu, Henrykiem von Plötzkau w sprawie odsieczy dla Gdańska.

### II faza oblężenia – wsparcie krzyżackie i kontratak obrońców
Podczas spotkania w Elblągu Polacy uzgodnili z Krzyżakami warunki, na jakich zakon był gotów udzielić pomocy obrońcom. Wojska krzyżackie miały przejąć cały gród gdański i przez pierwszy rok bronić go na swój własny koszt, zaś po upływie tego terminu, koszty związane z dalszymi działaniami wojennymi miały przejść na stronę polską. Po zakończeniu walk, Gdańsk miał wrócić pod panowanie polskie. Bogusza powiadomił załogę grodu o zawiązanym porozumieniu, by podnieść ją na duchu, sam tymczasem, wraz z Niemierzą, wyruszył na poszukiwanie Władysława Łokietka. W drugim tygodniu października odnalazł księcia w Sandomierzu i wystąpił z prośbą o zaakceptowanie układu zawartego z zakonem krzyżackim. Łokietek wyraził  zgodę, zmodyfikował jednak niektóre z jego ustaleń. Zdecydował, że zamiast całego grodu gdańskiego, wojskom zakonnym zostanie oddana jedynie jego połowa.
Zakon od razu przystąpił do mobilizowania swoich sił. Pospiesznie zebrał oddziały złożone z wolnych Prusów i oddał je pod dowództwo komtura krajowego ziemi chełmińskiej Guntera von Schwarzburga. Siły krzyżackie dotarły pod Gdańsk  w drugiej połowie października. Na mocy zawartego układu, zostały  wpuszczone za mury przez polskich obrońców, gdzie otrzymały połowę grodu, prawdopodobnie siedzibę feudała. Krzyżacy ustanowili tam własną organizację życia codziennego, dostosowując ją do zakonnych reguł i statutów, po czym przystąpili do odbudowy zniszczonych umocnień. Widząc, że obrońcy uzyskali pomoc krzyżacką, ta część rycerstwa pomorskiego, która dotychczas nie brała udziału w wojnie i biernie czekała na rozwój wydarzeń, postanowiła stanąć po stronie Polski. Od tego momentu, walki rozgorzały także poza miastem. Sytuacja wojsk brandenburskich pogarszała się z dnia na dzień, gdyż do Gdańska wciąż przybywały kolejne oddziały krzyżackie od strony Tczewa. Część z nich założyła w okolicy miasta warowny obóz. W krótkim czasie, siły krzyżackie na Pomorzu Gdańskim liczyły 200 wolnych Prusów i 200 braci zakonnych. W tej sytuacji, margrabiowie wysłali z Brandenburgii wsparcie dla swoich wojsk walczących na Pomorzu Gdańskim. Oddziały te obrały tę samą drogę, którą podążała wcześniej główna armia brandenburska. W okolicy Kościerzyny, Ostrzyc lub Chmielna, drogę zastąpiły im wojska zakonu połączone z hufcami rycerstwa pomorskiego. Doszło do starcia zbrojnego, w którym zatriumfowała strona polsko-krzyżacka. Zwycięstwo to zachęciło rycerzy z południowej części Pomorza Gdańskiego do wzięcia udziału w walkach i, wspólnie z Krzyżakami, usunęli oni oddziały rodu Święców z Nowego i Tucholi.

### Koniec oblężenia i jego następstwa

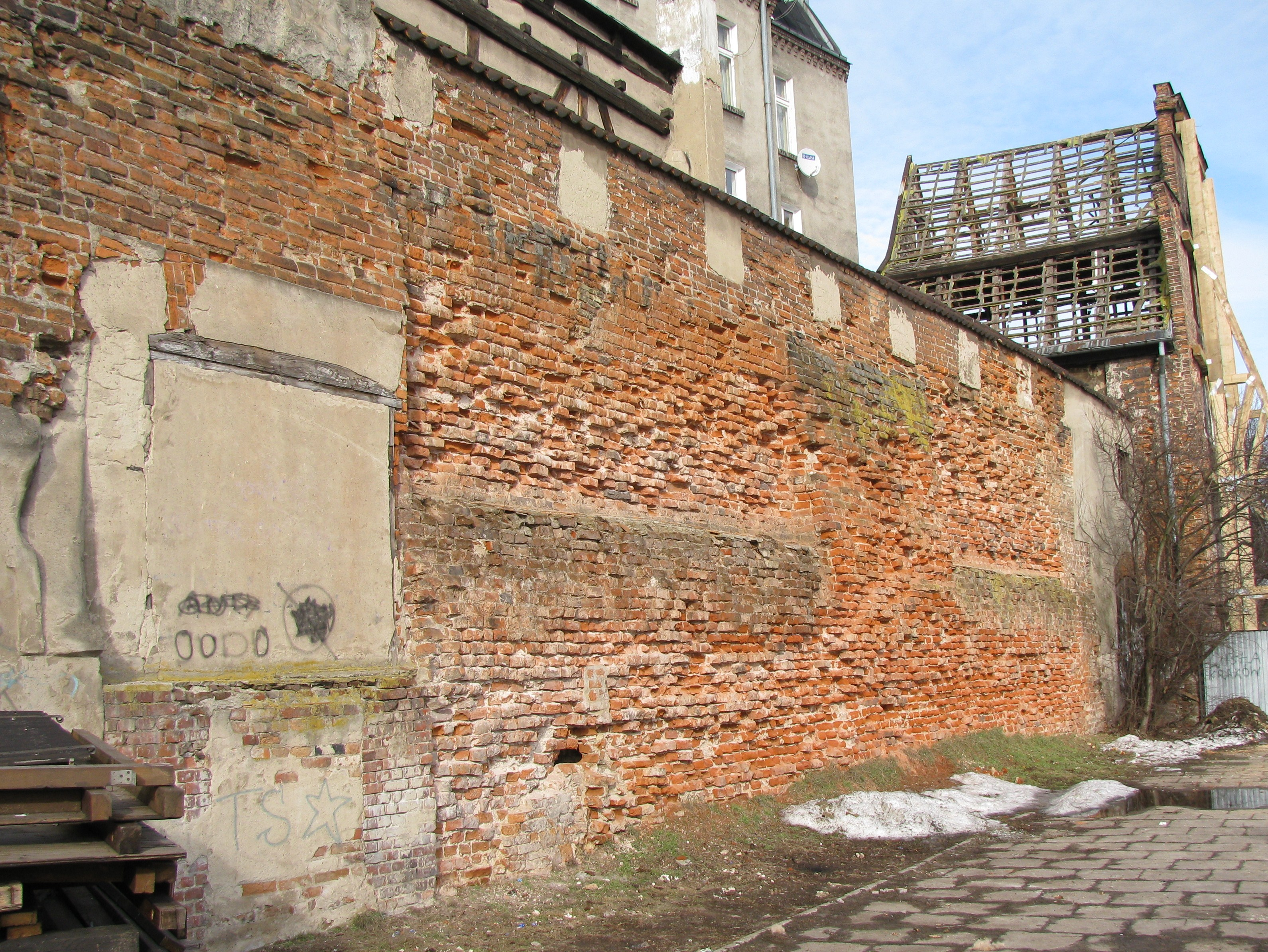
Mur, pozostałość krzyżackiego zamku w Gdańsku, który Krzyżacy wybudowali po oblężeniu Gdańska

Skoncentrowane i intensywnie prowadzone działania wojsk polsko-krzyżackich spowodowały, że wkrótce jedynym punktem oporu brandenburskiego na Pomorzu został  Gdańsk. Przebywający w mieście Brandenburczycy zostali osaczeni z dwóch stron, gdyż wciąż toczyli walki z obrońcami grodu. Ich oddziały zostały stopniowo wyparte z miasta. W listopadzie Gdańsk znajdował się w polskich rękach. W końcowej fazie walk, współpraca z oddziałami krzyżackimi zaczęła się załamywać. Kiedy do miasta przybył Henryk von Plötzkau, by objąć dowodzenie  siłami zakonu, zdziwił się, usłyszawszy o zmianach dokonanych przez Władysława Łokietka w umowie elbląskiej bez jego wiedzy. Krzyżacki mistrz krajowy zaczął się obawiać, że został przez księcia po prostu oszukany. Rozeźleni żołnierze zakonu pojmali Boguszę i wymusili na polskiej załodze oddanie im pozostałej części grodu. Część rycerzy pomorskich stawiła opór, doszło więc do walk. Ostatecznie, zostali oni zmuszeni do opuszczenia Gdańska, tymczasem Krzyżacy przystąpili do zdobywania miasta. Podczas  nocy z 12 na 13 listopada doszło do rzezi Gdańska, w  której zginęło wielu mieszczan oraz polskich rycerzy, łącznie ponad 1000 osób.
Po zajęciu miasta, wojska krzyżackie, pod wodzą Henryka von Plötzkau, przystąpiły do systematycznego podboju Pomorza Gdańskiego. Siły zakonu usunęły z tych terenów księcia kujawskiego, zajmując Tczew. Wiele ziem nie podejmowało nawet próby oparcia się nowym najeźdźcom, gdyż wieści o masakrze dokonanej w Gdańsku szybko rozeszły się po całej krainie.  Krzyżacy starali się oszczędzać Pomorze i nie pustoszyli go, planując włączyć te ziemie do swojego państwa. W czasie tej niespodziewanej agresji, Władysław Łokietek miał związane ręce sprawami ruskimi i nie mógł  interweniować, choć wysłał na Pomorze trochę oddziałów rycerstwa małopolskiego i sandomierskiego.